# Herman LeRoy Fairchild

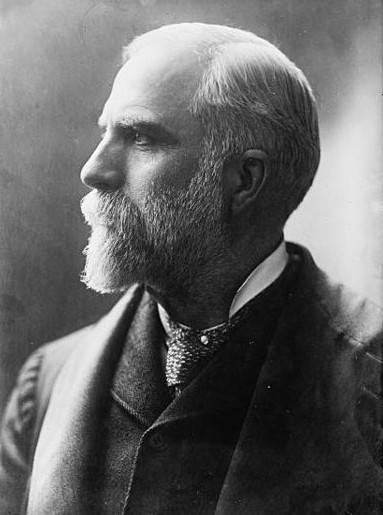
Herman LeRoy Fairchild

Herman LeRoy Fairchild (* 29. April 1850 in Montrose, Pennsylvania; † 29. November 1943) war ein US-amerikanischer Geologe.

## Leben
Fairchild (dessen Vorfahren mit der Mayflower in die USA kamen) studierte an der Cornell University Naturwissenschaften mit Schwerpunkt Geologie und dem Abschluss 1874. Danach lehrte er Naturwissenschaften in Pennsylvania (Wyoming Seminary in Kingston (Pennsylvania)) und an Schulen in New York City (ab 1877) und war Sekretär der New York Academy of Sciences. 1888 war er Mitgründer der Geological Society of America. 1888 wurde er Professor für Geologie und Naturwissenschaften an der University of Rochester, an der er 1920 emeritiert wurde. 1903 besuchte er Europa.
Er war in den 1890er Jahren in eine Kontroverse um den Meteor Crater in Arizona verwickelt (Coon Mountain Controversies nach dem früheren Namen des Meteor Crater). Er vermutete richtig, dass er durch einen Meteoriteneinschlag entstand, was lange umstritten war. Außerdem befasste er sich mit Glazialgeologie. 1906 bis 1920 war er im New York State Geological Survey.
1912 war er Präsident der Geological Society of America und 1891 bis 1906 deren Sekretär, der außerdem verantwortlich für deren Veröffentlichungen war. Er erhielt 1938 die erste Rochester Civic Medal des Rochester Museum of Arts and Sciences. 1889 bis 1901 war er Präsident der Rochester Academy of Sciences. 1894 war er Generalsekretär der American Association for the Advancement of Science. 1910 wurde er Ehrendoktor der University of Pittsburgh.